# Talpapellis
Talpapellis is een geslacht van schimmels in de onderstam Pezizomycotina. De familie is nog niet eenduidig bepaald (Incertae sedis).

## Soorten
Volgens Index Fungorum telt het geslacht zes soorten (peildatum december 2022):
| Soortnaam              | Auteur(s)                                          | Publicatiejaar |
| ---------------------- | -------------------------------------------------- | -------------- |
| Talpapellis beschiana  | (Diederich) Zhurb., U. Braun, Diederich & Heuchert | 2018           |
| Talpapellis graphidis  | Heuchert, Common, U. Braun & Diederich             | 2019           |
| Talpapellis mahensis   | Diederich, U. Braun & Ertz                         | 2017           |
| Talpapellis peltigerae | Alstrup & M.S. Cole                                | 1998           |
| Talpapellis solorinae  | Zhurb., Heuchert & U. Braun                        | 2015           |